# Orosius orientalis
Orosius orientalis är en insektsart som beskrevs av Matsumura 1914. Orosius orientalis ingår i släktet Orosius och familjen dvärgstritar. Inga underarter finns listade i Catalogue of Life.